# Jonesborough (Tennessee)
|  | Dieser Artikel wurde aufgrund von inhaltlichen Mängeln auf der Qualitätssicherungsseite des Projektes USA eingetragen. Hilf mit, die Qualität dieses Artikels auf ein akzeptables Niveau zu bringen, und beteilige dich an der Diskussion! Eine nähere Beschreibung der zu behebenden Mängel fehlt. |

Jonesborough ist eine US-amerikanische Stadt im Washington County, Tennessee. Sie ist Sitz der Countyverwaltung (County Seat). Das U.S. Census Bureau hat bei der Volkszählung 2020 eine Einwohnerzahl von 5.860 ermittelt.

## Geschichte
Jonesborough wurde im Jahr 1779 gegründet, 17 Jahre vor der Gründung des Bundesstaates Tennessee und gehörte anfangs zu North Carolina und ist die erste Stadt in Tennessee. Benannt wurde der Ort nach Willie Jones, einem Abgeordneten des Kontinentalkongresses und Förderer der westlichen Ausdehnung North Carolinas über die Appalachen hinaus.
Im Dezember 1784 wurde in Jonesborough der State of Franklin, benannt nach Benjamin Franklin, gegründet mit Jonesborough als Hauptstadt (wurde abgelöst durch Greeneville). Der State of Franklin fungierte als 14. Staat bis 1788, wurde jedoch niemals vom Congress anerkannt und wieder in North Carolina integriert.

## Söhne und Töchter der Stadt
- David Nelson (1793–1844), Autor, Geistlicher und Abolistionist
- Jean Lowry Rankin (1795–1878), Abolitionistin und Fluchthelferin im Untergrundnetzwerk Underground Railroad in Ohio
- Arthur St. Clair Colyar (1818–1907), Jurist, Zeitungsherausgeber, Geschäftsmann und Politiker
- Nathaniel Edwin Harris (1846–1929), Politiker und Gouverneur des Bundesstaates Georgia
- Jeter Connelly Pritchard (1857–1921), Politiker